# Euptychia villarresi
Euptychia villarresi är en fjärilsart som beskrevs av Paul Dognin 1887. Euptychia villarresi ingår i släktet Euptychia och familjen praktfjärilar. Inga underarter finns listade i Catalogue of Life.